# Рут, Трейси Энн
Трейси Энн Рут (родилась 23 февраля 1985 года) — бывшая пловчиха из Микронезии, специализировавшаяся на спринтерских заплывах вольным стилем и баттерфляем. Двукратная участница олимпийских игр (2000 и 2004 гг.). Она была первой женщиной, представлявшей Федеративные Штаты Микронезии на Олимпийских играх.
Когда страна дебютировала на летних Олимпийских играх 2000 года в Сиднее, Рут участвовала в соревнованиях в возрасте 15 лет на дистанции 100 м баттерфляем среди женщин. Она показала сорок девятый результат.
На летних Олимпийских играх 2004 года в Афинах Рут решила плыть только на дистанции 50 м вольным стилем, став по итогам шестьдесят пятой в зачёте.